# Spanyolország az 1980. évi téli olimpiai játékokon
Spanyolország az egyesült államokbeli Lake Placidben megrendezett 1980. évi téli olimpiai játékok egyik részt vevő nemzete volt. Az országot az olimpián 3 sportágban 8 sportoló képviselte, akik érmet nem szereztek.

## Alpesisí
Férfi
| Versenyző                 | Versenyszám      | 1. futam       | 1. futam       | 2. futam      | 2. futam      | Összesítés | Összesítés |
| Versenyző                 | Versenyszám      | Idő            | Hely.          | Idő           | Hely.         | Idő        | Helyezés   |
| ------------------------- | ---------------- | -------------- | -------------- | ------------- | ------------- | ---------- | ---------- |
| Jorge García              | Műlesiklás       | idő nem ismert | idő nem ismert | nem ért célba | nem ért célba | kiesett    | kiesett    |
| Jorge García              | Óriás-műlesiklás | 1:23,03        | 28.            | 1:24,05       | 24.           | 2:47,08    | 23.        |
| Francisco Fernández Ochoa | Lesiklás         |                |                |               |               | 1:50,69    | 27.        |
| Francisco Fernández Ochoa | Műlesiklás       | 57,31          | 26.            | 54,30         | 21.           | 1:51,61    | 22.        |
| Francisco Fernández Ochoa | Óriás-műlesiklás | 1:23,11        | 29.            | 1:23,47       | 18.           | 2:46,58    | 22.        |
| Jorge Pérez               | Műlesiklás       | nem ért célba  | nem ért célba  | kiesett       | kiesett       | kiesett    | kiesett    |
| Jorge Pérez               | Óriás-műlesiklás | 1:22,06        | 19.            | 1:22,82       | 13.           | 2:44,88    | 14.        |

Női
| Versenyző              | Versenyszám      | 1. futam      | 1. futam      | 2. futam | 2. futam | Összesítés | Összesítés |
| Versenyző              | Versenyszám      | Idő           | Hely.         | Idő      | Hely.    | Idő        | Helyezés   |
| ---------------------- | ---------------- | ------------- | ------------- | -------- | -------- | ---------- | ---------- |
| Blanca Fernández Ochoa | Óriás-műlesiklás | 1:18,37       | 22.           | 1:30,62  | 18.      | 2:48,99    | 18.        |
| Ana María Rodríguez    | Műlesiklás       | nem ért célba | nem ért célba | kiesett  | kiesett  | kiesett    | kiesett    |
| Ana María Rodríguez    | Óriás-műlesiklás | nem ért célba | nem ért célba | kiesett  | kiesett  | kiesett    | kiesett    |

## Műkorcsolya
| Versenyző  | Versenyszám | Kötelező elemek   | Kötelező elemek | Rövid program     | Rövid program | Kűr               | Kűr   | Összesítés                     | Összesítés                     | Összesítés                     | Összesítés                     | Összesítés                     | Összesítés                     | Összesítés                     | Összesítés                     | Összesítés                     | Összesítés        | Összesítés        | Összesítés  | Összesítés | Összesítés |
| Versenyző  | Versenyszám | Kötelező elemek   | Kötelező elemek | Rövid program     | Rövid program | Kűr               | Kűr   | Helyezési pontszámok bírónként | Helyezési pontszámok bírónként | Helyezési pontszámok bírónként | Helyezési pontszámok bírónként | Helyezési pontszámok bírónként | Helyezési pontszámok bírónként | Helyezési pontszámok bírónként | Helyezési pontszámok bírónként | Helyezési pontszámok bírónként | Több. hely. száma | Több. hely. össz. | Hely. össz. | Pont       | Helyezés   |
| Versenyző  | Versenyszám | Több. hely. száma | Hely.           | Több. hely. száma | Hely.         | Több. hely. száma | Hely. | 1                              | 2                              | 3                              | 4                              | 5                              | 6                              | 7                              | 8                              | 9                              | Több. hely. száma | Több. hely. össz. | Hely. össz. | Pont       | Helyezés   |
| ---------- | ----------- | ----------------- | --------------- | ----------------- | ------------- | ----------------- | ----- | ------------------------------ | ------------------------------ | ------------------------------ | ------------------------------ | ------------------------------ | ------------------------------ | ------------------------------ | ------------------------------ | ------------------------------ | ----------------- | ----------------- | ----------- | ---------- | ---------- |
| Gloria Mas | Női egyéni  | 8×21+             | 21.             | 6×20+             | 20.           | 5×21+             | 21.   | 22,0                           | 22,0                           | 21,0                           | 22,0                           | 20,0                           | 20,0                           | 21,0                           | 20,0                           | 22,0                           | 5×21+             | 102,0             | 190,0       | 126,56     | 21.        |

## Sífutás
Férfi
| Versenyző        | Versenyszám | Eredmény   | Helyezés |
| ---------------- | ----------- | ---------- | -------- |
| José Giro        | 15 km       | 51:30,06   | 55.      |
| José Giro        | 30 km       | 1:41:57,97 | 47.      |
| Emiliano Morlans | 15 km       | 50:42,33   | 53.      |
| Emiliano Morlans | 30 km       | 1:46:28,42 | 49.      |